# Iannis Xenakis

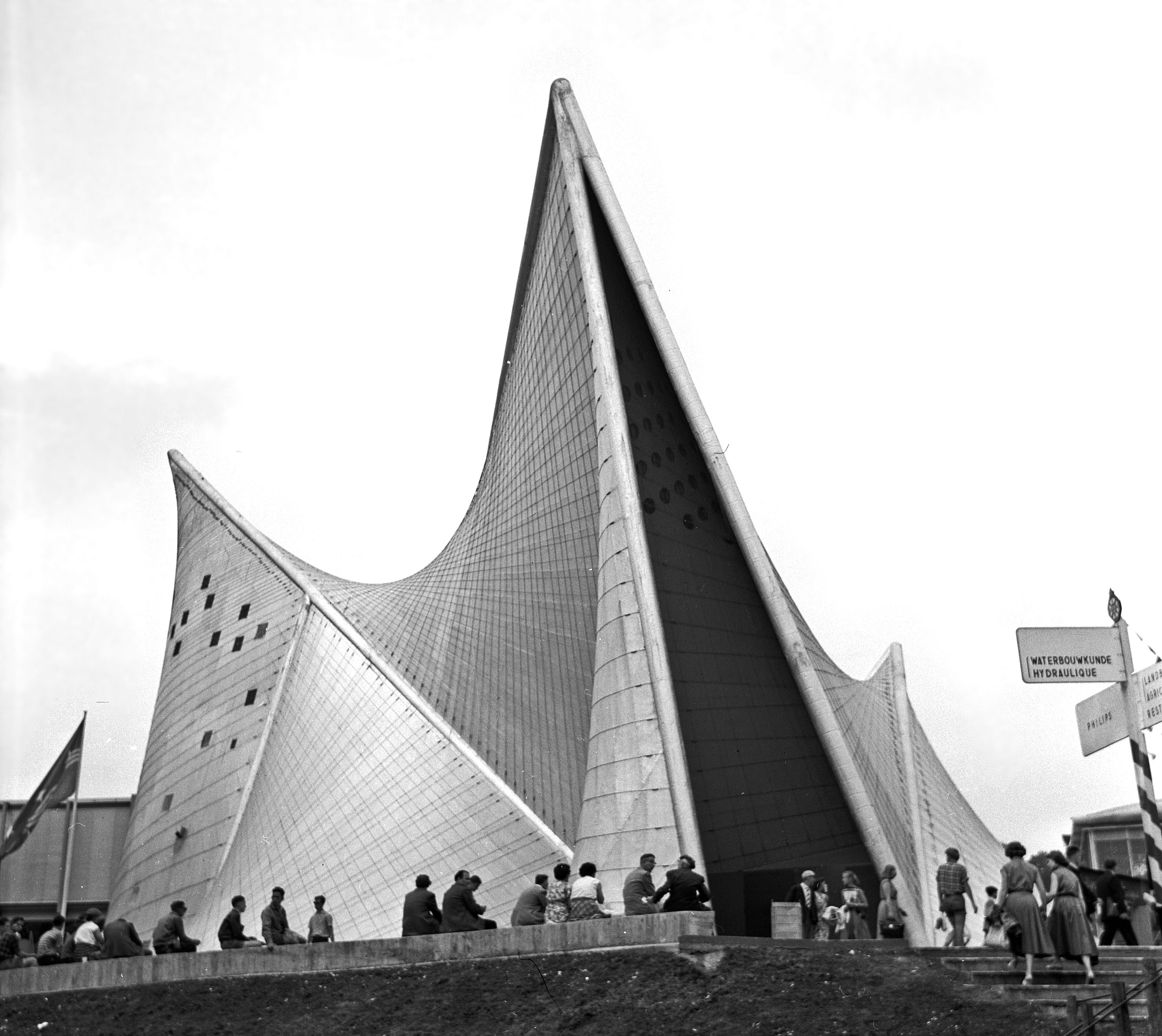
A brüsszeli világkiállítás Xenakis által tervezett Philips-pavilonja (1958)

Iannis Xenakis, Jánisz Xenákisz (görögül Ιάννης Ξενάκης [ˈʝanis kseˈnacis]) (Brăila, 1922. május 29. – Párizs, 2001. február 4.) görög származású francia zeneszerző, építész.

## Élete
Módos görög kereskedőcsaládban született, Édesanyja korai halála miatt tízéves korától a szpéceszi internátusban nevelkedett, ahol első komolyabb zenei képzését kapta. Az athéni politechnikumban folytatott tanulmányait a második világháború miatt meg kellett szakítania. Harcolt az ellenállási mozgalomban, egy sérülés következtében egyik szemét elvesztette. Halálra ítélték, de a kivégzés elől megszökött. Mérnöki oklevele megszerzése után a görög polgárháború elől 1947-ben illegálisan vándorolt be Franciaországba. 1948 és 1960 között Le Corbusier építészirodájában dolgozott. Ekkor tervezte a brüsszeli világkiállítás legendássá vált Philips-pavilonját. A francia állampolgárságot 1965-ben kapta meg.
Az 1950-es években kezdett érdeklődni a zeneszerzés iránt. Előbb az École Normale de Musique-ban Arthur Honegger és Darius Milhaud, majd a Conservatoire-on Olivier Messiaen növendéke volt. 1962-ben komponált először zenét számítógéppel.
A hangokat matematikai szabályok szerint kezdte elrendezni, azaz a szerializmus irányzatát követte. A valószínűségszámítás és a statisztika elvei szerint az aleatoriát szigorú kontrollal biztosítva igyekezett kifejleszteni a saját sztochasztikus stílusát, amely jellemzője a nagy tömbökbe rendeződött, rendkívül összetett zene. Rájőve, hogy elképzelése az elektronikus zenéhez is illik, számítógépes technikával alkotta meg újabb darabjait. Zenéje különböző módokon mindig a zene és a matematika kapcsolatát kutatja. Megfogalmazása szerint „Mindannyian Püthagorasz köpenyéből bujtunk elő”.

## Főbb művei
- Metastasis (zenekari darab)
- Pithoprakta (zenekari darab)
- Shaar (zenekari darab)
- Pleiades (ütőshangszerekre írt mű)
- Herma (egyes vélemények szerint a világ egyik legnehezebb zongoradarabja)
- Bohor (elektronikus zenei mű)

## Kitüntetései
- Kiotó-díj

## Hangfelvételek
- Metastasis,  – Youtube.com, Közzététel: ?
- Pithoprakta,  – Youtube.com, Közzététel: 2015. jan. 16.
- Shaar,  – Youtube.com, Közzététel: 2019. szept. 13.
- Pleiades,  – Youtube.com, Közzététel: ?
- Herma,  – Youtube.com, Közzététel: 2011. jan. 23.
- Bohor,  – Youtube.com, Közzététel: 2018. dec. 23.
- Mists,  – Youtube.com, Közzététel: 2013. febr. 17.
- Keqrops,  – Youtube.com, Közzététel: ?